# Hauerschein

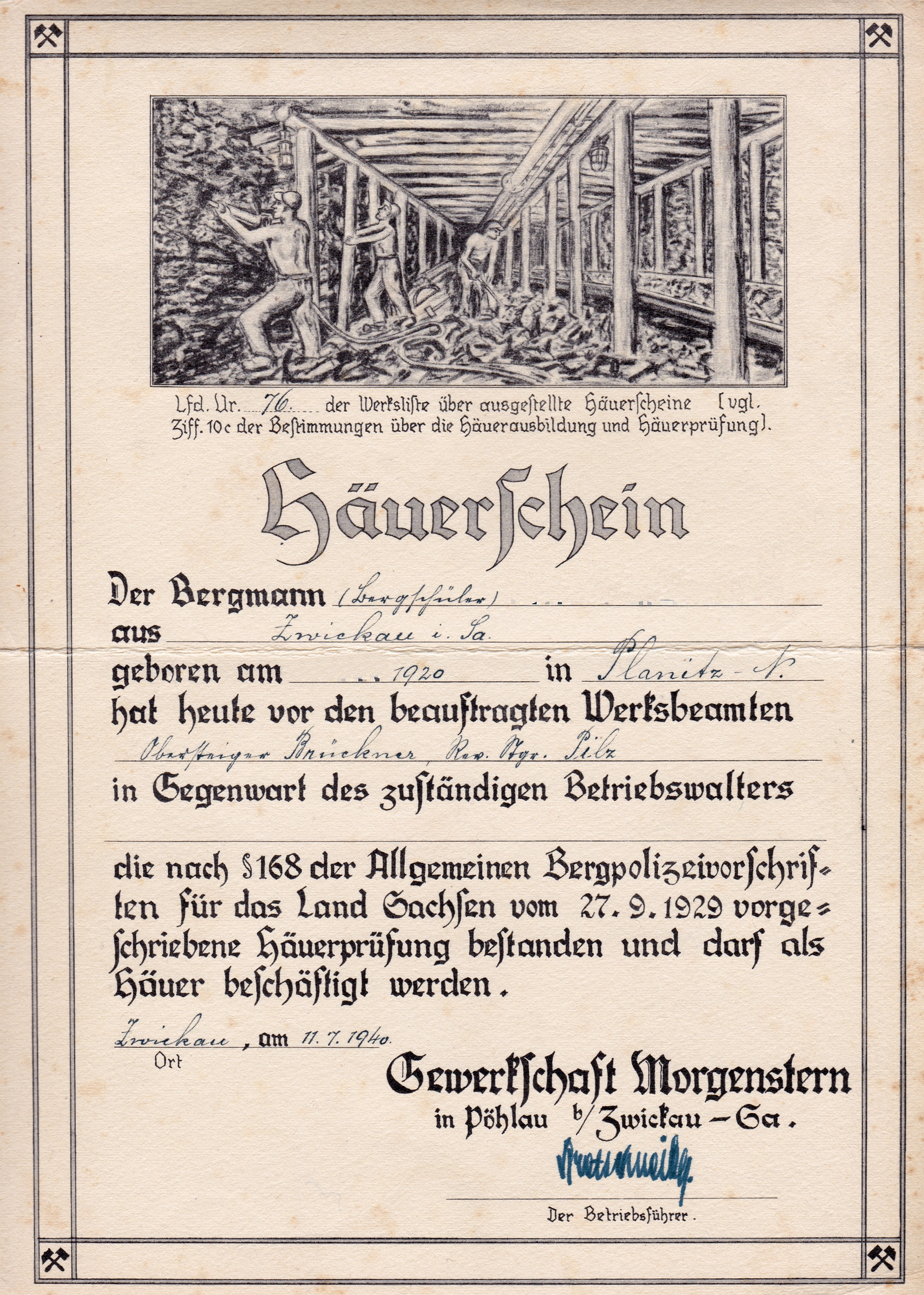
Häuerschein von 1940

Der Hauerschein, auch Hauerbrief genannt, ist ein Befähigungsnachweis, der im 20. Jahrhundert im deutschen Bergbau eingeführt wurde und als Nachweis über eine erfolgreich abgeschlossene Hauerausbildung diente. Der Inhaber eines Hauerscheins durfte selbstständig Hauerarbeiten in seinem Tätigkeitsbereich durchführen.

## Geschichte und allgemeine Grundlagen
Gegen Ende des 19. Jahrhunderts wurden, aufgrund des Arbeitskräftebedarfs, immer mehr ungelernte Arbeiter, die keinerlei bergmännische Kenntnisse hatten, im Bergbau eingesetzt. Dies führte zu einem drastischen Anstieg der Unfallzahlen mit über 1000 Toten pro Jahr. Aus diesem Grund wurde in der Mitte der ersten Hälfte des 20. Jahrhunderts ein Befähigungsnachweis für Bergleute, Hauerschein genannt, eingeführt. Von diesem Zeitpunkt an durften im Bergbau Untertage nur noch solche Bergleute selbstständig arbeiten, die einen Hauerschein erworben hatten. Voraussetzung für den Erwerb des Hauerscheins war der erfolgreiche Abschluss eines Hauerlehrgangs.

## Der Hauerlehrgang
Den Hauerlehrgang konnten sowohl Knappen als auch Arbeiter ohne bergmännische Facharbeiterausbildung absolvieren. Der Lehrgang dauerte drei Monate und umfasste mindestens 24 Doppelstunden, wovon pro Woche zwei Unterrichtsstunden absolviert werden mussten. Lehrgangsinhalte waren Kenntnis der bergpolizeilichen Vorschriften, Erkennen und Verhüten von Unfallgefahren und die zweckmäßige und wirtschaftliche Verrichtung von bergmännischen Tätigkeiten. Ergänzend wurden auch Kenntnisse in der Ersten Hilfe, der Grubensicherheit, des Grubenrettungswesens und der Brandbekämpfung vermittelt. Im Anschluss an den Hauerlehrgang erfolgte die Hauerprüfung, in der der Haueranwärter seine im Hauerlehrgang erworbenen theoretischen Kenntnisse und seine praktischen Fähigkeiten vor dem Prüfungsausschuss zu Beweis bringen musste. Voraussetzung für die Zulassung zur Hauerprüfung war, neben der Absolvierung des Hauerlehrgangs, ein Mindestalter von 21 Jahren und eine mindestens dreijährige Tätigkeit Untertage. Wenn der Prüfling die Prüfung bestanden hatte, musste ihm vom Bergwerksbesitzer der Hauerschein ausgestellt werden. Bestand ein Prüfling die Hauerprüfung nicht, so konnte er die Prüfung frühestens nach sechs Monaten wiederholen. Während dieser Zeit musste er weitere praktische Ausbildung durchführen und an einem erneuten Hauerkurs teilnehmen.

## Aufbau und Nutzung des Hauerscheins
Der Hauerschein musste nach einem vom Oberbergamt vorgegebenen Muster erstellt werden. Neben dem Namen und dem Geburtsdatum des Hauers wurden auf dem Hauerbrief auch der Ausbildungs- und Prüfungsort sowie das Prüfungsdatum aufgeführt. Eine Benotung erfolgte nicht, es gab nur den Hinweis „bestanden“. Unterschrieben wurde der Hauerschein vom zuständigen Bergwerksdirektor, vom Leiter des Bergamts und vom Betriebsrat. Bergleute, die einen Hauerschein erworben hatten, durften im Gedinge beschäftigt werden und mussten mit dem vollen Gedingelohn bezahlt werden. Der Besitzer eines Hauerscheins durfte auch auf anderen Bergwerken oder in anderen Bergrevieren desselben Bergbauzweigs (Steinkohle, Erz, Salz usw.) als Hauer tätig sein. Hauer, die aus einem anderen Bergbauzweig stammten, mussten zunächst einen sechs Monate umfassenden Zeitraum als Lehrhauer in dem neuen Bergbauzweig absolvieren. Nach einer erneuten Hauerprüfung konnten sie dann als vollwertiger Hauer des neuen Bergbauzweigs eingesetzt werden.